# Oncinotis tomentella
Oncinotis tomentella là một loài thực vật có hoa trong họ La bố ma. Loài này được Radlk. mô tả khoa học đầu tiên năm 1883.